# Ministerio de Cultura y Patrimonio de Ecuador
El Ministerio de Cultura y Patrimonio de Ecuador es la cartera de Estado encargada de la política cultural del Ecuador. Fue creado por el presidente Rafael Correa el 15 de enero de 2007, con el propósito de que se encargue de las funciones que antes correspondían a la Subsecretaría de Cultura adscrita al entonces Ministerio de Educación y Cultura de Ecuador. En mayo de 2013, cambió su nombre de "Ministerio de Cultura" al de "Ministerio de Cultura y Patrimonio"